# Liste der Nummer-eins-Hits in Südafrika (2021)
Diese Liste der Nummer-eins-Hits basiert auf den offiziellen Charts der RISA, der südafrikanischen Landesgruppe der IFPI, im Jahr 2021. Die Charts wurden erstmals für die 34. Woche (20.–26. August) veröffentlicht und basieren vollständig auf Streaming.

## Singles
| | Liste der Nummer-eins-Hits in Südafrika (Local & International Streaming) | Liste der Nummer-eins-Hits in Südafrika (Local & International Streaming) | Liste der Nummer-eins-Hits in Südafrika (Local & International Streaming) | 2022 →                    |
| \| Zeitraum \| Wo. ges. \| Interpret \| Titel Autor(en) \| Zusätzliche Informationen \| \| (Zeitraum, Wochen auf Platz eins, Interpret, Titel, Autor[en], zusätzliche Informationen) \| \| \| \| \| \| ----------------------------------------------------------------------------------------- \| -------- \| ------------------------------------------------ \| -------------------------------------------------------------------------------------------------------------------------------------------------------------------------------------------------------------------------------------------------------- \| ------------------------- \| \| 34. Woche 1 Woche \| 1 \| Ed Sheeran \| Bad Habits Edward Christopher Sheeran, Johnny McDaid, Frederick John Philip Gibson \| – \| \| 35. Woche 1 Woche \| 1 \| Kanye West feat. The Weeknd & Lil Baby \| Hurricane Kanye West, Abel Tesfaye, Charles Njapa, Christopher Ruelas, Daniel Seeff, Dominique Jones, Henry Walter, Jahmal Gwin, Josh Mease, Khalil Abdul-Rahman, Mark Mbogo, Mark Williams, Mike Dean, Raul Cubina, Sam Barsh, Ronald Spence, Jr. \| – \| \| 36. Woche 1 Woche \| 1 \| Drake feat. Travis Scott \| Fair Trade Aubrey Graham, Jacques Webster II, Ozan Yıldırım, Ebony Oshunrinde, Jahaan Sweet, Stephane Reibaldi, Charlotte Wilson, Kenneth Edmonds, Varrel Wade, Marcus Reddick, Brandon Banks, Kyla Moscovich, Michael Gordon, Dernst Emile II, Teo Halm \| – \| \| 37. Woche 1 Woche \| 1 \| Zakes Bantwini \| Osama Bonga Ntozini, Kasmario Ike Fankis, Nana Atta, Zakhele Madida \| – \| \| 38.–41. Woche 4 Wochen \| 4 \| Kabza De Small & DJ Maphorisa feat. Ami Faku \| Abalele Amanda Phumeza Faku, Petrus Kabelo Motha, Themba Sonnyboy Sekowe \| – \| \| 42. Woche 1 Woche (insgesamt 2) \| 2 \| Adele \| Easy on Me Gregory Allen Kurstin, Adele Laurie Blue Adkins \| – \| \| 43. Woche 1 Woche (insgesamt 2) \| 2 \| Young Stunna feat. Kabza De Small & DJ Maphorisa \| Adiwele Themba Sonnyboy Sekowe, Petrus Kabelo Motha, Sandile Fortune Msimango \| – \| \| 44.–45. Woche 2 Wochen \| 2 \| Busta 929 feat. Boohle \| Ngixolele Hlengiwe Buhlebevangeli Manyathi, Thapelo Theo Ndou \| – \| \| 46. Woche 1 Woche (insgesamt 6) \| 6 \| Kabza De Small & DJ Maphorisa feat. Ami Faku \| Asibe Happy Amanda Phumeza Faku, Themba Sonnyboy Sekowe, Petrus Kabelo Motha \| – \| \| 47. Woche 1 Woche (insgesamt 2) \| 2 \| Adele \| Easy on Me Gregory Allen Kurstin, Adele Laurie Blue Adkins \| – \| \| 48.–52. Woche 5 Wochen (insgesamt 6) \| 6 \| Kabza De Small & DJ Maphorisa feat. Ami Faku \| Asibe Happy Amanda Phumeza Faku, Themba Sonnyboy Sekowe, Petrus Kabelo Motha \| – \| |                                                                           |                                                                           | |                           |
| |                                                                           |                                                                           | | → 2022 →                  |
| Zeitraum | Wo. ges.                                                                  | Interpret                                                                 | Titel Autor(en) | Zusätzliche Informationen |
| (Zeitraum, Wochen auf Platz eins, Interpret, Titel, Autor[en], zusätzliche Informationen) |                                                                           |                                                                           | |                           |
| 34. Woche 1 Woche | 1                                                                         | Ed Sheeran                                                                | Bad Habits Edward Christopher Sheeran, Johnny McDaid, Frederick John Philip Gibson | –                         |
| 35. Woche 1 Woche | 1                                                                         | Kanye West feat. The Weeknd & Lil Baby                                    | Hurricane Kanye West, Abel Tesfaye, Charles Njapa, Christopher Ruelas, Daniel Seeff, Dominique Jones, Henry Walter, Jahmal Gwin, Josh Mease, Khalil Abdul-Rahman, Mark Mbogo, Mark Williams, Mike Dean, Raul Cubina, Sam Barsh, Ronald Spence, Jr.       | –                         |
| 36. Woche 1 Woche | 1                                                                         | Drake feat. Travis Scott                                                  | Fair Trade Aubrey Graham, Jacques Webster II, Ozan Yıldırım, Ebony Oshunrinde, Jahaan Sweet, Stephane Reibaldi, Charlotte Wilson, Kenneth Edmonds, Varrel Wade, Marcus Reddick, Brandon Banks, Kyla Moscovich, Michael Gordon, Dernst Emile II, Teo Halm | –                         |
| 37. Woche 1 Woche | 1                                                                         | Zakes Bantwini                                                            | Osama Bonga Ntozini, Kasmario Ike Fankis, Nana Atta, Zakhele Madida | –                         |
| 38.–41. Woche 4 Wochen | 4                                                                         | Kabza De Small & DJ Maphorisa feat. Ami Faku                              | Abalele Amanda Phumeza Faku, Petrus Kabelo Motha, Themba Sonnyboy Sekowe | –                         |
| 42. Woche 1 Woche (insgesamt 2) | 2                                                                         | Adele                                                                     | Easy on Me Gregory Allen Kurstin, Adele Laurie Blue Adkins | –                         |
| 43. Woche 1 Woche (insgesamt 2) | 2                                                                         | Young Stunna feat. Kabza De Small & DJ Maphorisa                          | Adiwele Themba Sonnyboy Sekowe, Petrus Kabelo Motha, Sandile Fortune Msimango | –                         |
| 44.–45. Woche 2 Wochen | 2                                                                         | Busta 929 feat. Boohle                                                    | Ngixolele Hlengiwe Buhlebevangeli Manyathi, Thapelo Theo Ndou | –                         |
| 46. Woche 1 Woche (insgesamt 6) | 6                                                                         | Kabza De Small & DJ Maphorisa feat. Ami Faku                              | Asibe Happy Amanda Phumeza Faku, Themba Sonnyboy Sekowe, Petrus Kabelo Motha | –                         |
| 47. Woche 1 Woche (insgesamt 2) | 2                                                                         | Adele                                                                     | Easy on Me Gregory Allen Kurstin, Adele Laurie Blue Adkins | –                         |
| 48.–52. Woche 5 Wochen (insgesamt 6) | 6                                                                         | Kabza De Small & DJ Maphorisa feat. Ami Faku                              | Asibe Happy Amanda Phumeza Faku, Themba Sonnyboy Sekowe, Petrus Kabelo Motha | –                         |